# 14e étape du Tour d'Espagne 2014
La 14e étape du Tour d'Espagne 2014 a eu lieu le samedi 6 septembre 2014 entre la ville de Santander et le hameau de La Camperona sur une distance de 200,8 km.

## Résultats

### Classement de l'étape
|    | Coureur            | Pays           | Équipe                  |    | Temps           |
| -- | ------------------ | -------------- | ----------------------- | -- | --------------- |
| 1  | Ryder Hesjedal     | Canada         | Garmin-Sharp            | en | 5 h 18 min 10 s |
| 2  | Oliver Zaugg       | Suisse         | Tinkoff-Saxo            | +  | 10 s            |
| 3  | Imanol Erviti      | Espagne        | Movistar                |    | 30 s            |
| 4  | Alexandr Kolobnev  | Russie         | Katusha                 |    | 39 s            |
| 5  | Louis Meintjes     | Afrique du Sud | MTN-Qhubeka             |    | 42 s            |
| 6  | Bart De Clercq     | Belgique       | Lotto-Belisol           |    | 52 s            |
| 7  | Romain Sicard      | France         | Europcar                |    | 1 min 44 s      |
| 8  | David Arroyo       | Espagne        | Caja Rural-Seguros RGA  |    | 2 min 02 s      |
| 9  | Carlos Verona      | Espagne        | Omega Pharma-Quick Step |    | 2 min 15 s      |
| 10 | Christopher Froome | Royaume-Uni    | Sky                     |    | 2 min 36 s      |

### Points attribués
|   | Cycliste         | Pays      | Équipe          | Points |
| - | ---------------- | --------- | --------------- | ------ |
| 1 | John Degenkolb   | Allemagne | Giant-Shimano   | 4      |
| 2 | Michael Matthews | Australie | Orica-GreenEDGE | 2      |
| 3 | Ramon Sinkeldam  | Pays-Bas  | Giant-Shimano   | 1      |

|   | Cycliste          | Pays     | Équipe                 | Points |
| - | ----------------- | -------- | ---------------------- | ------ |
| 1 | Alexandr Kolobnev | Russie   | Katusha                | 4      |
| 2 | David Arroyo      | Espagne  | Caja Rural-Seguros RGA | 2      |
| 3 | Bart De Clercq    | Belgique | Lotto-Belisol          | 1      |

|    | Cycliste           | Pays           | Équipe                  | Points |
| -- | ------------------ | -------------- | ----------------------- | ------ |
| 1  | Ryder Hesjedal     | Canada         | Garmin-Sharp            | 25     |
| 2  | Oliver Zaugg       | Suisse         | Tinkoff-Saxo            | 20     |
| 3  | Imanol Erviti      | Espagne        | Movistar                | 16     |
| 4  | Alexandr Kolobnev  | Russie         | Katusha                 | 14     |
| 5  | Louis Meintjes     | Afrique du Sud | MTN-Qhubeka             | 12     |
| 6  | Bart De Clercq     | Belgique       | Lotto-Belisol           | 10     |
| 7  | Romain Sicard      | France         | Europcar                | 9      |
| 8  | David Arroyo       | Espagne        | Caja Rural-Seguros RGA  | 8      |
| 9  | Carlos Verona      | Espagne        | Omega Pharma-Quick Step | 7      |
| 10 | Christopher Froome | Royaume-Uni    | Sky                     | 6      |
| 11 | Joaquim Rodríguez  | Espagne        | Katusha                 | 5      |
| 12 | Alberto Contador   | Espagne        | Tinkoff-Saxo            | 4      |
| 13 | Fabio Aru          | Italie         | Astana                  | 3      |
| 14 | Alejandro Valverde | Espagne        | Movistar                | 2      |
| 15 | Daniel Martin      | Irlande        | Garmin-Sharp            | 1      |

### Cols et côtes
|   | Cycliste                   | Pays           | Équipe                 | Points |
| - | -------------------------- | -------------- | ---------------------- | ------ |
| 1 | Luis León Sánchez          | Espagne        | Caja Rural-Seguros RGA | 5      |
| 2 | Jacques Janse van Rensburg | Afrique du Sud | MTN-Qhubeka            | 3      |
| 3 | Adam Hansen                | Australie      | Lotto-Belisol          | 1      |

|   | Cycliste          | Pays     | Équipe                 | Points |
| - | ----------------- | -------- | ---------------------- | ------ |
| 1 | Luis León Sánchez | Espagne  | Caja Rural-Seguros RGA | 10     |
| 2 | Yannick Martinez  | France   | Europcar               | 6      |
| 3 | Bart De Clercq    | Belgique | Lotto-Belisol          | 4      |
| 4 | Oliver Zaugg      | Suisse   | Tinkoff-Saxo           | 2      |
| 5 | Ryder Hesjedal    | Canada   | Garmin-Sharp           | 1      |

| - Ascension de La Camperona (Valle de Sabero), 1re catégorie (km 200,8) \| \| Cycliste \| Pays \| Équipe \| Points \| \| - \| ----------------- \| -------------- \| ------------ \| ------ \| \| 1 \| Ryder Hesjedal \| Canada \| Garmin-Sharp \| 10 \| \| 2 \| Oliver Zaugg \| Suisse \| Tinkoff-Saxo \| 6 \| \| 3 \| Imanol Erviti \| Espagne \| Movistar \| 4 \| \| 4 \| Alexandr Kolobnev \| Russie \| Katusha \| 2 \| \| 5 \| Louis Meintjes \| Afrique du Sud \| MTN-Qhubeka \| 1 \| |                   |                |              |        |
| | Cycliste          | Pays           | Équipe       | Points |
| 1 | Ryder Hesjedal    | Canada         | Garmin-Sharp | 10     |
| 2 | Oliver Zaugg      | Suisse         | Tinkoff-Saxo | 6      |
| 3 | Imanol Erviti     | Espagne        | Movistar     | 4      |
| 4 | Alexandr Kolobnev | Russie         | Katusha      | 2      |
| 5 | Louis Meintjes    | Afrique du Sud | MTN-Qhubeka  | 1      |

## Classements à l'issue de l'étape

### Classement général
|    | Cycliste           | Pays        | Équipe                  |    | Temps            |
| -- | ------------------ | ----------- | ----------------------- | -- | ---------------- |
| 1  | Alberto Contador   | Espagne     | Tinkoff-Saxo            | en | 54 h 20 min 16 s |
| 2  | Alejandro Valverde | Espagne     | Movistar                | +  | 42 s             |
| 3  | Christopher Froome | Royaume-Uni | Sky                     |    | 1 min 13 s       |
| 4  | Joaquim Rodríguez  | Espagne     | Katusha                 |    | 1 min 29 s       |
| 5  | Rigoberto Urán     | Colombie    | Omega Pharma-Quick Step |    | 2 min 07 s       |
| 6  | Fabio Aru          | Italie      | Astana                  |    | 2 min 15 s       |
| 7  | Samuel Sánchez     | Espagne     | BMC Racing              |    | 3 min 26 s       |
| 8  | Robert Gesink      | Pays-Bas    | Belkin                  |    | 4 min 14 s       |
| 9  | Winner Anacona     | Colombie    | Lampre-Merida           |    | 4 min 36 s       |
| 10 | Daniel Martin      | Irlande     | Garmin-Sharp            |    | 4 min 37 s       |

### Classement par points
|   | Cycliste           | Pays      | Équipe          | Points |
| - | ------------------ | --------- | --------------- | ------ |
| 1 | John Degenkolb     | Allemagne | Giant-Shimano   | 116    |
| 2 | Alejandro Valverde | Espagne   | Movistar        | 80     |
| 3 | Michael Matthews   | Australie | Orica-GreenEDGE | 73     |

### Classement du meilleur grimpeur
|   | Cycliste          | Pays     | Équipe                 | Points |
| - | ----------------- | -------- | ---------------------- | ------ |
| 1 | Luis León Sánchez | Espagne  | Caja Rural-Seguros RGA | 26     |
| 2 | Lluís Mas         | Espagne  | Caja Rural-Seguros RGA | 20     |
| 3 | Winner Anacona    | Colombie | Lampre-Merida          | 18     |

### Classement du combiné
|   | Cycliste           | Pays        | Équipe       | Points |
| - | ------------------ | ----------- | ------------ | ------ |
| 1 | Alejandro Valverde | Espagne     | Movistar     | 8      |
| 2 | Alberto Contador   | Espagne     | Tinkoff-Saxo | 14     |
| 3 | Christopher Froome | Royaume-Uni | Sky          | 21     |

### Classements par équipes
|   | Équipe                  | Pays     |    | Temps             |
| - | ----------------------- | -------- | -- | ----------------- |
| 1 | Movistar                | Espagne  | en | 162 h 44 min 53 s |
| 2 | Katusha                 | Russie   | +  | 1 min 08 s        |
| 3 | Omega Pharma-Quick Step | Belgique |    | 9 min 02 s        |

## Abandons
- Johann Tschopp (IAM) : non-partant
- Peter Sagan (Cannondale) : abandon
- Nacer Bouhanni (FDJ.fr) : abandon
- Lawson Craddock (Giant-Shimano) : abandon
- Dominic Klemme (IAM) : abandon